# Chaetomitrium dusenii
Chaetomitrium dusenii är en bladmossart som beskrevs av C. Müller och Brotherus 1897. Chaetomitrium dusenii ingår i släktet Chaetomitrium och familjen Hookeriaceae. Inga underarter finns listade i Catalogue of Life.